# Amphoe Thap Sakae
Amphoe Thap Sakae (Thai: อำเภอ ทับสะแก) ist ein Landkreis (Amphoe – Verwaltungs-Distrikt) im südlichen Teil der Provinz Prachuap Khiri Khan. Die Provinz Prachuap Khiri Khan ist die südlichste Provinz der Zentralregion von Thailand. 

## Geographie
Benachbarte Amphoe und Gebiete: Amphoe Mueang Prachuap Khiri Khan liegt nördlich, Amphoe Bang Saphan südlich des Landkreises. Im Westen befindet sich die Tanintharyi-Division von Myanmar, im Osten der Golf von Thailand.
Der Nationalpark Namtok Huai Yang (Huai-Yang-Wasserfall, อุทยานแห่งชาติน้ำตกห้วยยาง) liegt sowohl hier in Thap Sakae wie auch im Amphoe Bang Saphan. Im Nordosten liegt der Meeres-Nationalpark Hat Wanakon, der einen schmalen Küstenstreifen und die vorgelagerten Inseln umfasst.

## Geschichte
Das Gebiet des heutigen Landkreises Thap Sakae wurde von den Amphoe Mueang Prachuap Khiri Khan und Bang Saphan abgetrennt. Da das Land fruchtbar war und nahe am Meer lag, zogen viele Menschen hierher und gründeten die drei Dörfer Huai Yang, Ang Thong und Thap Sakae. Als diese Dörfer immer größer wurden, entschied 1938 die Regierung, Thap Sakae als einen „Zweigkreis“ (King Amphoe) einzurichten. 
Er bekam offiziell am 23. Juli 1958 den vollen Amphoe-Status.

## Sehenswürdigkeiten
- Nationalpark Namtok Huai Yang (Huai-Yang-Wasserfall, อุทยานแห่งชาติน้ำตกห้วยยาง) – der 161 km² große Park wurde am 8. Dezember 1991 als der 70. Nationalpark Thailands eröffnet.
- Meeres-Nationalpark Hat Wanakon (อุทยานแห่งชาติหาดวนกร) – der 18. Meeres-Nationalpark wurde am 30. Dezember 1992 offiziell durch ein königliches Dekret eröffnet. Er ist nur 38 km² groß und somit der kleinste Meeres-Park Thailands. 59,5 % des Parks liegen auf dem Festland, während die 40,5 % Wasserfläche die Inseln Chan (Thai: เกาะจาน) und Thaisi (Thai: เกาะท้ายทรีย์) einschließt, die etwa 6 km vor der Küste liegen.

## Verwaltung

### Provinzverwaltung
Der Landkreis Thap Sakae ist in sechs Tambon („Unterbezirke“ oder „Gemeinden“) eingeteilt, die sich weiter in 65 Muban („Dörfer“) unterteilen.
| Nr. | Name        | Thai    | Muban | Einw.  |
| --- | ----------- | ------- | ----- | ------ |
| 01. | Thap Sakae  | ทับสะแก  | 11    | 10.285 |
| 02. | Ang Thong   | อ่างทอง  | 11    | 08.636 |
| 03. | Na Hu Kwang | นาหูกวาง | 13    | 08.408 |
| 04. | Khao Lan    | เขาล้าน  | 11    | 08.292 |
| 05. | Huai Yang   | ห้วยยาง  | 13    | 08.526 |
| 06. | Saeng Arun  | แสงอรุณ  | 06    | 03.896 |

### Lokalverwaltung
Es gibt eine Kommune mit „Kleinstadt“-Status (Thesaban Tambon) im Landkreis:
- Thap Sakae (Thai: เทศบาลตำบลทับสะแก) bestehend aus den Teilen der Tambon Thap Sakae, Khao Lan.

Außerdem gibt es sechs „Tambon-Verwaltungsorganisationen“ (องค์การบริหารส่วนตำบล – Tambon Administrative Organizations, TAO)
- Thap Sakae (Thai: องค์การบริหารส่วนตำบลทับสะแก) bestehend aus Teilen des Tambon Thap Sakae.
- Ang Thong (Thai: องค์การบริหารส่วนตำบลอ่างทอง) bestehend aus dem kompletten Tambon Ang Thong.
- Na Hu Kwang (Thai: องค์การบริหารส่วนตำบลนาหูกวาง) bestehend aus dem kompletten Tambon Na Hu Kwang.
- Khao Lan (Thai: องค์การบริหารส่วนตำบลเขาล้าน) bestehend aus Teilen des Tambon Khao Lan.
- Huai Yang (Thai: องค์การบริหารส่วนตำบลห้วยยาง) bestehend aus dem kompletten Tambon Huai Yang.
- Saeng Arun (Thai: องค์การบริหารส่วนตำบลแสงอรุณ) bestehend aus dem kompletten Tambon Saeng Arun.